# Иммель, Айке
А́йке И́ммель (нем. Eike Immel; 27 ноября 1960, Штадталлендорф) — немецкий футболист, играл на позиции голкипера. Выступал за сборную Германии.

## Карьера
Талантливого голкипера Айке Иммеля в 18 лет нашли представители дортмундской «Боруссии». 12 августа 1978 года Айке дебютировал в Бундеслиге матчем против знаменитой мюнхенской «Баварии». И дюбют получился удачным в полном смысле этого слова: «Боруссия» выиграла 1:0 благодаря голу Манфреда Бургсмюллера, а Айке смог выстоять на ноль, играя против таких игроков, как Герд Мюллер, Карл-Хайнц Румменигге и Ули Хёнесс. В первом сезоне Айке сыграл 10 матчей, а начиная со следующего сезона стал основным вратарём команды. За «Боруссию» Айке провёл 8 сезонов, в которых сыграл 247 матчей и стал одним из легендарных вратарей клуба.
Перед сезоном 1986/87 Айке за 2 млн марок перешёл в «Штутгарт». Это было самой большой стоимостью стража ворот в то время. Дебют за швабов состоялся 8 августа 1988 года в матче первого тура против мангеймского «Вальдхофа», закончившемся поражением красно-белых со счётом 2:3. Он был любимцем местной публики и всегда старался отблагодарить её своей игрой. За «Штутгарт» Айке провёл 287 матчей.
Летом 1995 года перешёл в английский «Манчестер Сити», где провёл один полный сезон и сыграл четыре игры во втором, после чего закончил карьеру.

## Карьера в сборной
В сборной Германии дебютировал 11 октября 1980 года в товарищеском матче с командой Нидерландов, закончившемся со счётом 1:1. Всего за сборную провёл 19 матчей. В 1988 году отказался играть в сборной, потому что устал доказывать свою способность на место в основе и потому что вместо него в стартовый состав наигрывали Бодо Иллгнера. Правда, позже он заявил, что это решение было поспешным. Вместе с бундестим он выигрывал чемпионат Европы, дважды завоёвывал серебро чемпионатов мира.

## Достижения
Сборная Германии
- Чемпион Европы 1980 года
- Серебряный призёр чемпионата мира 1982 года
- Серебряный призёр чемпионата мира 1986 года
- Бронзовый призёр чемпионата Европы 1988 года

«Штутгарт»
- Чемпион Германии: 1991/92
- Финалист Кубка УЕФА: 1988/89